# 日本の学校制服
日本の学校制服（にほんのがっこうせいふく）では、日本における学校の制服について述べる。

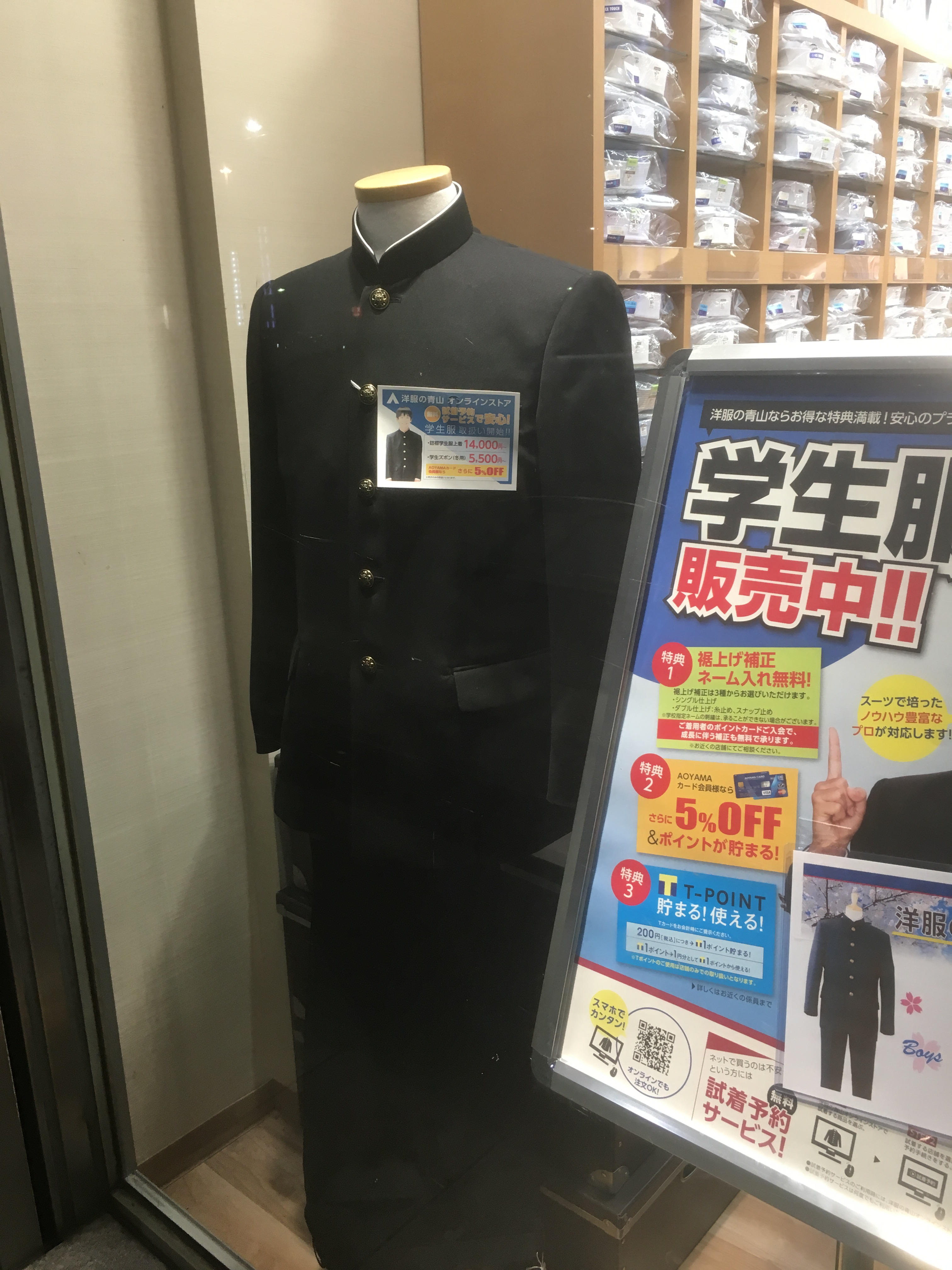
標準型学生服（学ラン）。

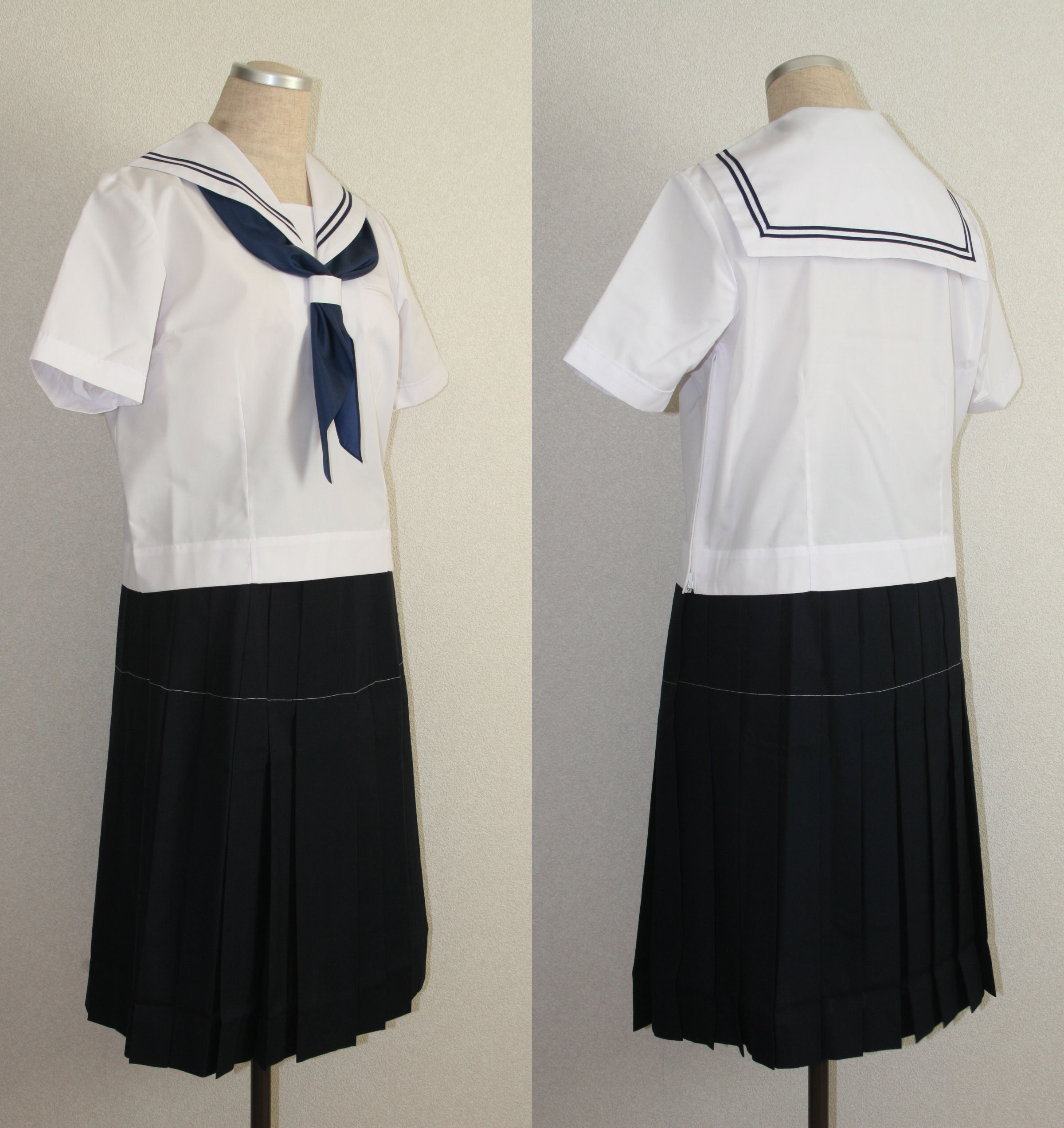
マネキンに夏のセーラー服（半袖）。

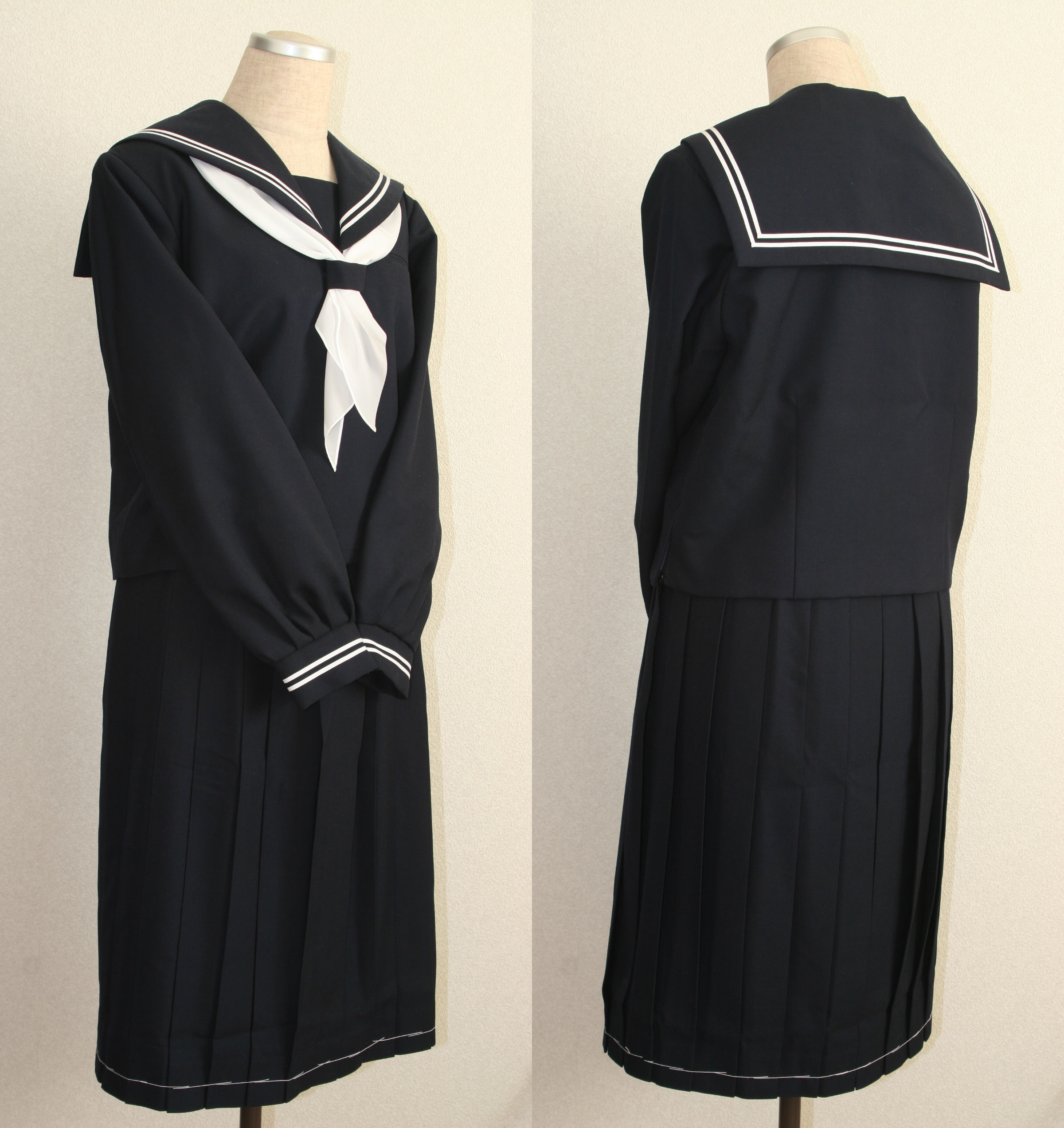
マネキンに冬のセーラー服（長袖）。

## 種類
公正取引委員会「公立中学校における制服の取引実態に関する調査報告書」（以下、「公取調査」と略す）によれば、制服を指定している学校は98.4%、制服と私服の自由選択制とする学校は
0.2%、制服を指定せず私服を着用してもよい学校は1.3%であり、全国のほとんど全ての学校で制服が指定されている。
文科省の国会答弁によると、制服は標準服であり、学用服の選定や見直しについては、最終的には校長の権限において適切に判断すべき事柄としている。また平成29年には購入費の上昇やメーカー等の硬直化について公正取引委員会の調査が入った。

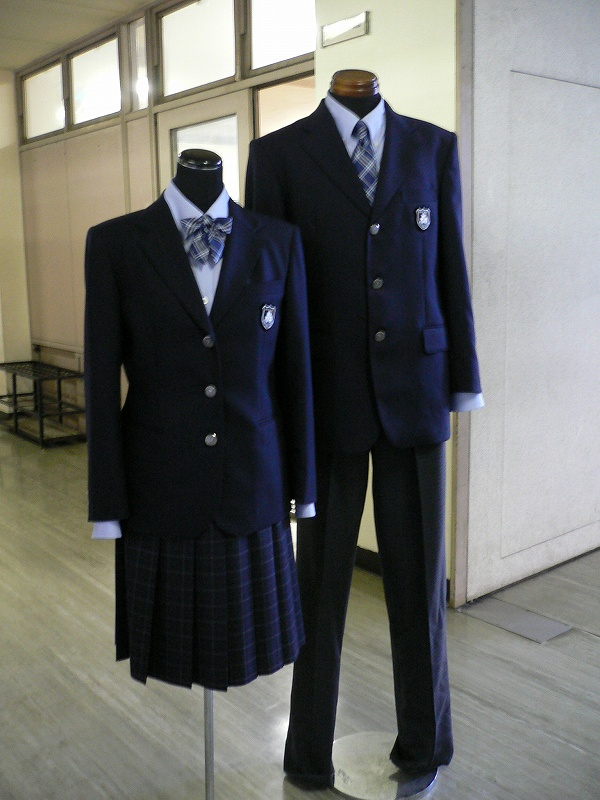
大阪府立泉尾高等学校の制服。創立約90年の同校だが、高等女学校からの伝統のセーラー服を止め、2003年から男女ともブレザー制服にした。なお、同校では「女子生徒でも、ズボンとネクタイ」という、ボーイッシュな組み合わせを許可している。

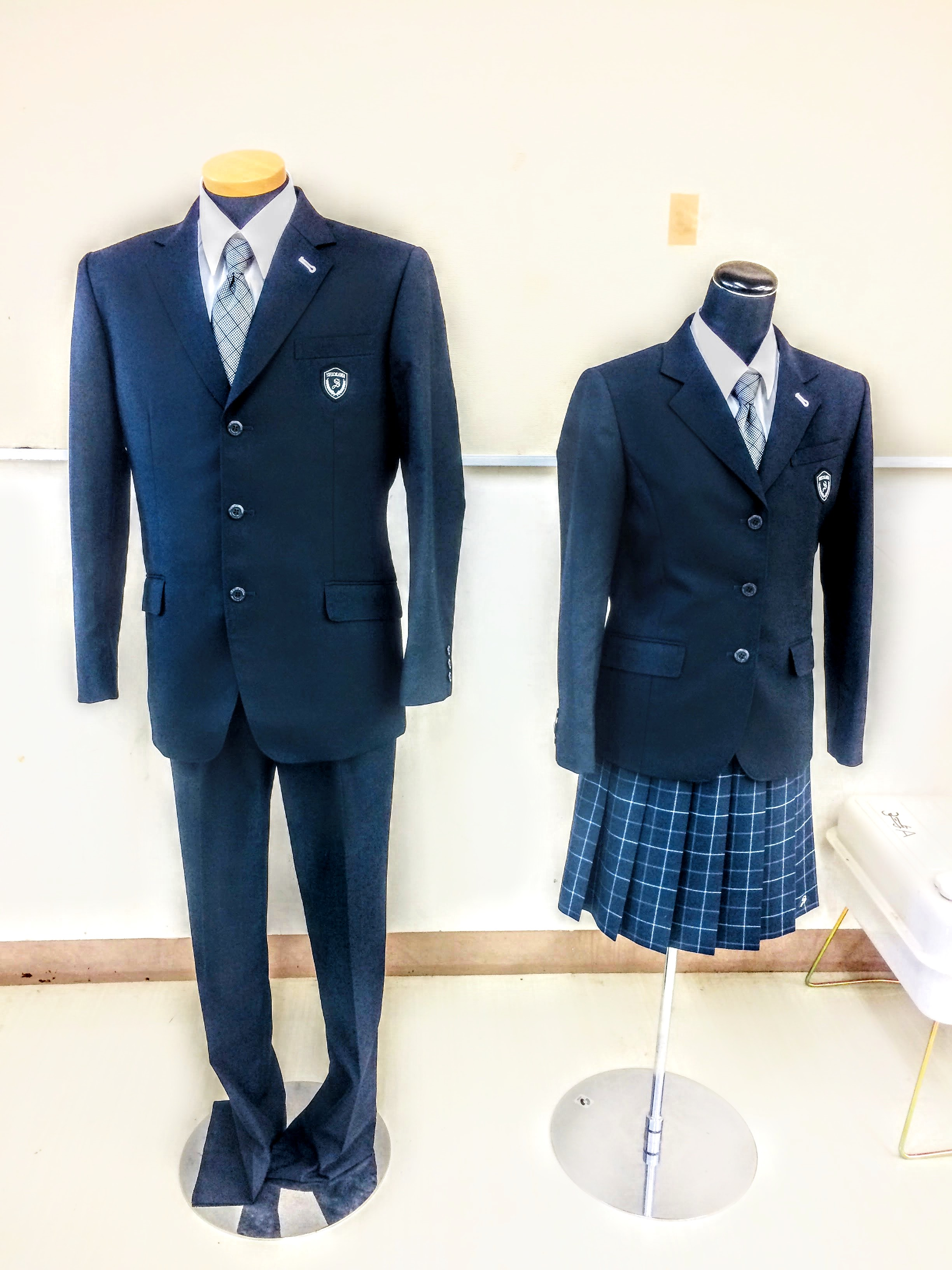
SCTHSユニフォームを着た2体のマネキン。

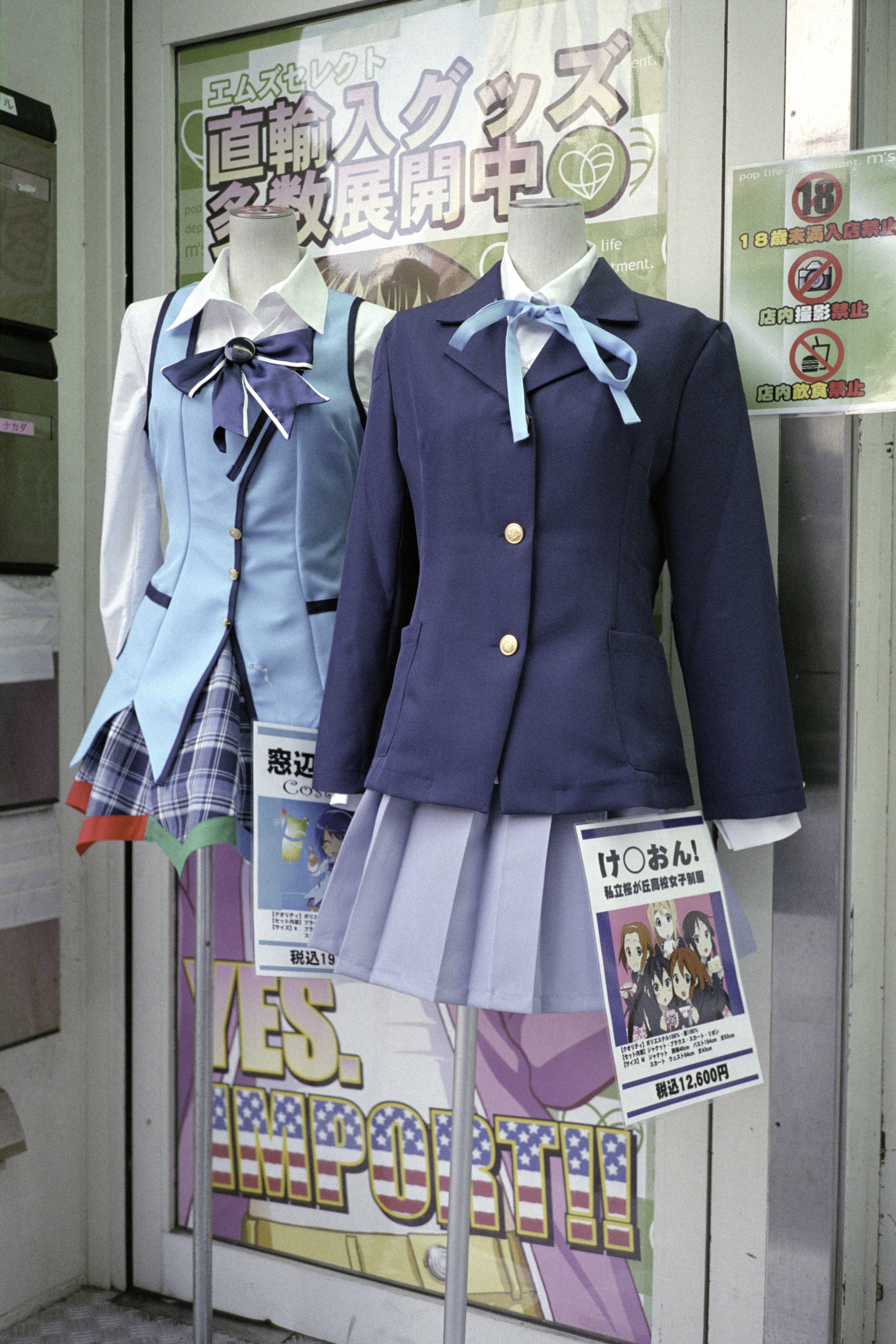
左のマネキンは窓部七海の制服、右のマネキンは桜ヶ丘高校の制服を着ている。

男子生徒用の制服は詰襟学生服かブレザー、女子生徒用の制服は女子通学服に大別されている。なお、学校の制服全般を男女形状タイプに関係無く「学生服」、小学生向けのものは「学童服」と呼ぶ場合もある。ジェンダーレスで性別に関係なく制服が選べる制度導入が促進されている。女子の制服制度としてはスラックスを選択可能にしている自治体のほか、申し出があれば認める例もある。一方で、制服を男子用女子用と区分けせず選択制にして、男子がスカートを着用できる高校も存在する。
公取調査によれば、男子生徒の制服については、詰襟が76.6%、ブレザーが23.1%であり、女子生徒の制服についてはセーラー服が54.6%、ブレザーが35.8%、イートン服が9.3%であった。制服の仕様は学校ごとに定められているところ、一部の自治体では学校単位でなく自治体単位で制服の仕様の共通化が実施され、この場合、同一自治体内で転校した場合でも制服の買い替えをしなくてもよくなる。
なお、各学校独自の指定制服については在籍証明の意味合いがありブルセラの問題もあることから、制服店では部外者への販売が禁止される場合が殆どである。

### 制服の仕様
学生服（学ラン、詰襟）・学生帽
おもに男子用。中学校では主流であるが、高等学校はブレザーのほうが主流となりつつある。購入減少に伴い、襟部分では、プラスチックカラーの国内工場生産が終了し、現在はほぼラウンドカラーとなっている。
日本被服工業組合連合会が一定の仕様を定めた「標準型学生服」があり、それを制服として定めている学校も全国的に多く見られる。
ブレザー
高等学校で主流のタイプ。高等学校の新設校やモデルチェンジによって採用されることが比較的多い制服である。学校独自の仕様を定めるもの、色・種類のみを定めるもの等、仕様は学校間でまちまちである。
女子用はこれにリボンを合わせることが多い。一部の学校では、スラックスを組み合わせることも可能である。また、数は少ないが、スラックスを標準としている学校もある（札幌市立南が丘中学校、姫路市立山陽中学校など）。
セーラー服
女子用のボトムスについては大部分の学校では通年スカートを組み合わせるが、寒さが厳しい地域の学校（仙台市常盤木学園高等学校など）では冬期にスラックスを選択できる配慮もある。また、冬期のスラックス着用を義務づけている学校もある（坂井市立鳴鹿小学校、安曇野市立明科中学校など）。
フェリーチェインターナショナルスクール（群馬県）が、男子児童の制服としてセーラー服を採用している（夏服のシャツは男女共通。冬服の上着は男女で若干異なるが、類似したデザイン。）
N高等学校の女子制服は前から見るとブレザー、後ろから見るとセーラー服のような折衷のデザインとなっている。
吊りスカート
吊りスカートは本来女子小学生の制服として採用されている事例が多いが、男子小学生もスカートを制服として選択することができる小学校（みやま市立瀬高小学校など）においては、男女関係なく吊りスカートが着用できることが予想される。全国的に吊りスカートの制服の中学校が2020年頃からモデルチェンジで新制服導入（新入生がスラックスやスカート選択可能）と同時に上級生対応（新規購入を大抵は認めているが）でスカートのサスペンダー自由化、取り外し可能となっている（小学生用吊りスカートはサスペンダーが縫い付けられている場合が大半で外せないが中学生用吊りスカートはボタン式で製造されている為）。
イートンジャケット
英国の名門学校であるイートン・カレッジの制服をまねた、丈が短く襟幅が広いジャケット。昭和30年代に新しいタイプの通学服を広めるために、イートン校の名を流用し名付けたといわれる。
ジャンパースカート
ワンピースに類似しているが、ワンピースのように素肌や下着の上に着用されるのでばなく、ブラウスなどの衣類の上に着用されるもの。1950年代から学校制服として採用され、女子学生向けに多くの中学校・高等学校で普及し標準的な制服の一部になった。
ベスト
女子生徒が制服としてよく着用する衣服の一つで、シャツやブラウスの上に着用される。季節に応じて厚手や薄手のベストが用意されていることがあり、寒い季節にはウールやフリース素材のベスト、暑い季節には薄手のコットンやポリエステルのベストが見られる。スクールベストといえば、ニットベストが一般的。
ボレロ
女子生徒の制服としては丈が長いものが多く、ジャンパースカートの上に重ね着される。
パーカー
令和に入り、パーカーを制服として導入する学校が増加した。ジェンダーフリー、洗濯しやすいなどの声がある。導入校では志願者が急増の効果があった。
ハーフパンツ
猛暑の影響を受け令和に入り導入が増加。ポロシャツとあわせて着用する。宮崎大学附属中学校では、昭和39年以前に生徒会の発案で男子の制服が半ズボンから長ズボンに変わった歴史がある。2019年時点では、広島市立小学校では6割が制服（標準服）を導入しており、うち9割の男子制服は半ズボンとなっている。

## 主なメーカー
日本の学生服メーカーは岡山県に本社を置く企業が多く、岡山県の地場産業ともなっている。公取調査によれば、大手4社で制服シェアの70%超を占めるとされる。
大手学生服メーカー4社
- 菅公学生服（カンコー学生服）
- トンボ (企業)（トンボ学生服）
- 明石スクールユニフォームカンパニー（富士ヨット学生服）
- 瀧本（スクールタイガー）- トンボの子会社

その他
- キンパラ (企業)

### 近代初期

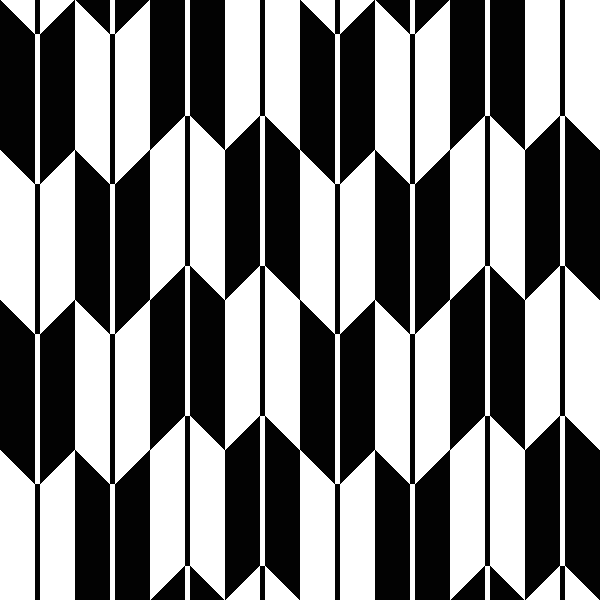
女学生の服に多い矢絣

## 歴史

### 明治 - 昭和初期

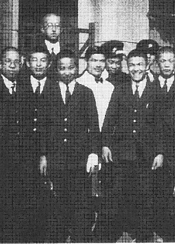
東京府立第五中学校で採用された背広型の制服の例（大正時代）

1879年（明治12年）、学習院で詰襟の制服が採用される。当初は制服は無かったが、生徒間で服装を競う風潮があったため制服が導入された。1885年（明治18年）、東京師範学校女子部で洋装が導入される。1886年（明治19年）、帝国大学で金ボタンのついた詰襟の制服が採用される。明治30年代には女学生は海老茶色のスカート状の袴の着用が定着し、海老茶式部と呼ばれた。1920年（大正9年）、平安高等女学校（現：平安女学院）でセーラー服が採用される。

### 太平洋戦争 - 昭和中期

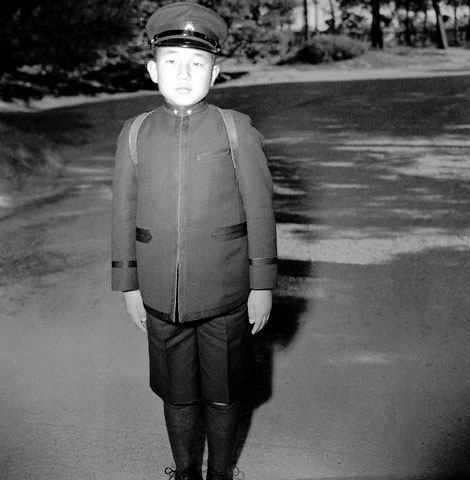
通学途中の継宮明仁親王（1945年）

1940年（昭和15年）、男子は国民服、女子はもんぺ姿が標準となる。1950年（昭和25年）、詰襟やセーラー服が復活する。
戦後、外貨節約と合成繊維産業の育成の国策のため、1954年から55年にかけて通産省を中心として ｢合成繊維学生服需要促進の具体的方策の検討｣ 会議が開催され、政府は合成繊維学生服の需要拡大に強い後押しを行った。東レは合繊学生服について、マージンも高く、需要の予測もしやすいため収益性が高い安定的製品だと認識していた。しかし導入は必ずしも順調ではなく当時は中学で制服を導入するにあたりの保護者や労働組合、洋服屋などの反対が強く制服は標準服あるいは推奨服と位置付けられた学校もあった。学生服を扱うトンボも業界参入時期が、東レが大量に作られる合繊素材の用途開発を本格化した際に小学生の通学服に注力した頃と同じくしている。

### 1960年代 - 1970年代
1960年代後半、ブレザー制服が登場する。1970年代後半、変形学生服が流行する。

### 1980年代 - 1990年代
1980年代半ば、私立の女子校などでブレザーにタータンチェックのスカートの制服が登場し人気となる。1990年代、DCブランドによるデザイナーズ制服が話題となる。1990年代半ばには腰パンやルーズソックスなど、制服を着崩すファッションが流行する。
1985年に「おニャン子クラブ」が「セーラー服を脱がさないで」の楽曲でデビューし、以降1992年結成した「制服向上委員会」やAKB48グループや乃木坂46を中心に、制服を模した制服衣装が大人数アイドルグループの衣装として使われている。
1990年代に女子高生らの使用済み制服や下着を販売するブルセラショップが急増、内容もエスカレートし社会問題化した。
1990年代後半には長野県の中学校で再生ペット素材の制服が採用されるなど、エコロジーに配慮した制服も登場するようになった。

### 2000年代 - 2010年代
2000年代半ばからは落ち着いたデザインで機能的な制服が好まれるようになり、2010年代はデザインのバリエーションがより豊富になっていった。
制服のファッション化の背景には、制服は基本部分を親に購入してもらうことができるため、リボンなどの小物や色の組み合わせを変えることでオシャレを演出できるほか、小遣いの範囲で小物を買い足していくことができるといった、私服よりも安価にオシャレを楽しめることが理由だと考える意見がある。
近年の日本におけるこのような制服のファッション化は、日本国外でも注目されており、フランスの雑誌『Japan LifeStyle』における言及、「日本の女子高生の制服は自由の象徴」といったパリ娘たちの意見や2009年Japan Expoにおける制服ファッションの前年比での激増、ファッション誌に常に制服が特集されているタイ王国、バンコクで2009年3月に開催された制服ファッションイベント「カワイイ・フェスタ」の開催などに、その注目の度合いを見ることができる。
2018年4月には東京・銀座にある中央区立泰明小学校がイタリアの高級ブランド「アルマーニ」がデザインを監修した標準服を導入し、公立学校の制服の価格が一式9万円することから議論を呼び、国会での審議や民間や警察で警備をする騒動となった。

### 2020年代
多様性に配慮した「ジェンダーレス制服」、生徒の意見を取り入れた制服、市販品を採用しコストを抑えるなど、学校制服に様々な意見が取り入れられるようになった。
（具体例は#多様化の節を参照）。
2025年度から東京都品川区では所得制限なく区立中学校の制服を無償化することとなった。
2025年私立羽田国際高等学校は女子校が共学化したが、パーカー制服を導入している。ほかに大阪夕陽丘学園高等学校も同制服を導入し、志願者が増えている。全国で導入校が増加している。軽い、可動域が広がる、カジュアル好評を博している。

## 多様化
2010年代後半から、制服自由化（制服選択制）、男女の区別を問わない「ジェンダーレス制服」、体型に配慮した制服が導入されるなど、制服の多様化が進むこととなった。
全国の中学・高校の教員1,400人を対象に、女子生徒のスラックス制服の採用状況、男子生徒のスカート制服の着用許可の状況と着用の有無について制服会社の菅公学生服株式会社が調査を行った。その調査約7割の中学・高校が女子生徒用にスラックス制服を採用していると回答、男子生徒に対して、スカート制服の着用を許可している中学・高校は3割に満たない、着用を許可している中学・高校での男子生徒のスカート制服の着用率は1割程度との結果だった。
男女共にスラックスを基本とし、スカートが選択できる学校もある。
制服会社によると、女子のスラックス導入だけではなく、男女別の襟の前合わせが逆カッターシャツを製造していたが、最近は男女兼用のポロシャツを生産するようになり、性別にかかわらず着用できるジェンダーレス制服が増えているという。
以下にその例を挙げる。
- 千葉県柏市にある柏市立柏の葉中学校が、平成30年度（2018年）の開校と同時に制服選択制を導入した[8]。
- 埼玉県戸田市にある戸田市立戸田東中学校でも、平成31年度（2019年）以降、生徒が性別に関係なく制服選択制を導入した[7]。
- 岐阜県教育委員会は、公立高校（中等教育学校を含む）の制服の男女の区別を無くし、性別にかかわらず選択できると明記するよう全県高校（県立中等教育学校を含む）に要請し、性別を問わず、スラックスかスカートを選択できる。背景には、性に関する価値観の多様化や、トランスジェンダーの生徒への配慮などがある[49]。
- 福岡県みやま市では、瀬高地域（旧・山門郡瀬高町）にある3か所の小学校を統合して設置されたみやま市立瀬高小学校が、2020年（令和2年度）の開校とあわせて「制服選択制」の導入が確認されており、同小学校に入学する新入生（1年生）は新しい制服を着用し、2年生以上の児童は制服の更新（買い替え）まで統合前各校の制服を着用する[50][10][11]。
- 熊本県菊池郡大津町では、令和2年度（2020年4月）以降、7校ある小学校の在学する児童が着用する標準服・制服だけでなく、2校ある中学校でも、生徒が着用する標準服・制服について、男女関係なくズボンかスカートかの選択制を導入する[9]。
- 犬山市教育委員会は、2020年6月9日、市内の全4中学校の制服に2021年4月からブレザーを採用すると発表。ブレザーを自治体で統一して採用するのは愛知県内で初。現行の詰襟、セーラー服とブレザーのどちらかを生徒が選択できるようにする。ブレザーを加える理由は「動きやすく、寒暑に対応しやすい」と説明。女子がブレザーを着用する場合は、スカート以外にスラックスも選択できるようにし、女子向けの細見のスラックスを用意。愛知県内では豊橋市が2020年4月から、中学女子のスラックス選択制を取り入れている。市教委は暑さ対策として、夏の制服のポロシャツ採用も検討している[51]。
- 滋賀県野洲市は2021年12月、市内3中学校の生徒の制服を2022年春より男子の詰め襟、女子のセーラー服をやめ、男女兼用のブレザーに変更する。また男女共にスラックスやスカートが選択できる[52]。
- 青森県内の中学校では2021年12月、新型コロナ対策のために行われる教室の換気による寒さへの対応をきっかけにして、制服選択制が導入された[53]。
- 桜蔭中学校・高等学校ではコロナ禍の影響で一時期私服登校を認めたことを契機にスラックスの継続着用を望む声があり、2021年11月より制服のスラックス着用を開始して全校生徒の約1割が申し込みをした。また制服の生地をウォッシャブルな生地に切り替え中としている[54][55]。
- 諫早市立西諫早中学校では、2023年度の新入生から、性別に関係なく制服のスカート、スラックスを生徒希望の選択制とする。スカートについては、冬は寒いとの声や生徒の3分の1は自転車通学だが、自転車通学の際に風でめくれて危険などといった声が以前から上がっていた。防寒や防犯対策、LGBTQ（性的少数者）に配慮する形で見直す[56]。
- 姫路市立山陽中学校では2021年3月より学校制服をスラックスを標準とし、スカートを選択制とした。これにより4割の1年生女子がスラックスを着用している[57]。
- 広島県立加計高等学校に通学する男子生徒が実際にスカートをはいて通学していたことから、同校は男子にも、標準服としてスカートの着用を認めるようになった[58]。
- 2023年度から、私立市川中学校・高等学校では男女生徒に対し、ハーフパンツとポロシャツを制服として導入した。暑さもしのげ、生徒指導も楽になると教員はコメントしている[59]。

## 制服に関する諸問題

### 制服の再導入
- 都立高等学校では私服または標準服での通学としていた学校も多かったが、2005年に東京都立文京高等学校、2006年に東京都立墨田川高等学校で制服が復活した。マスメディアの中にはこれを「管理教育の復活」と見る論調もある[60]。
- 千葉県立小金高等学校は千葉県内の公立学校としては珍しく1993年から私服通学を認めていたが、志願者が減少の一途を辿っていたため2011年から制服を再導入すると決定したところ、志願者数が増加した[61]。
- 北海道富良野高等学校が、式典などでの服装の乱れについて指摘を受け、2011年度から制服を復活させることにした[62]。

### 新型コロナウイルス感染症流行の影響
- コロナ禍において、ウイルスの付着した服を洗濯したい生徒に配慮し制服のほか私服着用を認める高校も現れた。教員による身だしなみ指導もなくなり、校則や学校のあり方を問い直す契機とするため、現職教員発案による「制服か私服か自由選択を」オンライン署名では呼びかけ約1カ月で1万8千筆以上集まった[63][64]。
- 2020年6月にはコロナ禍での休校あけの登校において、洗濯や感染対策の換気による寒暖に対応できるジャージや私服登校を学校で認める動きがあった。これを機に制服の存在そのものを見直す意見が保護者や生徒から起こり、また制服・私服の選択自由化を求める現職高校教員のオンライン署名活動も実施された[65][66][67][68][69]。

### 入学式に間に合わない納入
2022年4月、ムサシノ学生服やトンボが受注した学生服を会社のミス等で入学式に納品できない問題が起こった。ムサシノ学生服の社長は受注予想が外れたことについて業界の問題であることをほのめかしている。

### 制服の良い点・悪い点
- 2016年に朝日新聞が「中学校の制服、どう思う？」というアンケートを行った。制服の要不要を問い、どちらかというと必要が最多だった。良い点として「家庭の経済状況の差が服装に表れにくい」が最も多く320票 (24.1%) で、よくない点として「転校・成長すると買い直さなければならない」に162票 (12.2%) 、「過ごしやすい服装で学校生活を送れない」に200票 (15.0%) が集まった[72]。
- 大手制服メーカー「菅公学生服」の2023年の中高生1200人を対象に行った調査では、8割がどこちらかといえばも含め制服に肯定的意見だった。良い点を「学生らしく見える」59％、「毎日の服装に悩まなくてよい」54％があげられた[73]。

#### 学校の印象に影響
2014年ふみコミュニケーションズ調査では、「制服が学校選びに影響」と回答したのが女子中高生の85.2％（ｎ＝326）に登り、制服デザインが進路選択に影響している状況となっている。なお、制服でのチェックポントはスカート丈、リボン・ネクタイ・靴下・スカートの色、下着が透けてしまわないかが上げられた。

#### 一律の服装であるため所得格差が露見しない
制服があると所得格差が際立たないとの意見がある。これに対し、乙武洋匡は学校時代に対応しても格差がなくなる訳では無く、学生時代に覆い隠すことで無垢な子どもたちを格差だらけの社会に送り出すことこそ自体が欺瞞に感じると述べた。ひろゆきもこの論争に対し、制服があればいじめが無いとなぜ言えるのかと疑問を呈し、私服が購入できない経済状況の子どもがいるのであればその状況が可視化されることで福祉の介入ができるとの私見を述べた。また、自身の高校は公立で私服だったが、服による貧富の差を気にしてる人はいなかったと自身の経験について言及した。

#### 購入費用が高額
制服の購入には経済的負担や、人生の一時期に着用してあとは廃棄されるという課題もある。このため、同じ学校に通う年下の子供がいる家庭への譲渡や中古品売買が一部で行われている。全国の公立中学校のうち、600校を対象にした日本国政府の調査では、制服に上履き、ジャージなど体操服を含めた一式の金額は、平均6万円である。

#### 成長に合わない、汚れが激しい
男子中学生の場合、最初は大きすぎのものを注文して成長対策をしても、急激な成長のため長さが追いつかないことがある。成長が予測不能の中で入学時に購入しなければならない。またシャツの袖口とエリ汚れがひどく洗濯が大変であり、洗い替えの用意も必要となる。中学3年間での身長の伸びは、男子は約15ｃｍ、女子は約5ｃｍのため、制服の丈伸ばしなどの成長機能が備わっている場合はそれを利用することがある。

#### 体温調整ができない
- 服装が一律なため気温の変化に対応しづらく、スカート着用からくる寒さが原因の体調不良を理由として、申請して指定外服を着用する場合がある[81]。
- 気温の低い日や冷房で寒いときもカーディガンなどで調整することを認めない中学校があり、自分の健康管理ができない制服や校則の問題から不登校に陥る事案もある[82]。
- コート着用が申請形式のため、寒波の際にも標準服での登校が認められない学校がある[83]。下着は白と指定されたり、マフラーの使用不可との校則がブラック校則として2019年より話題になったと報じられている[84]。
- NHKの取材によると、女子生徒がドレスマナーにより真冬でも式典のタイツ着用禁止と説明される一方、女性教師が全員ズボン着用していることがある。取材を受けた特別区の教育委員会はこれに対し、生徒にだけ防寒対策を禁止するのはそぐわないとの見解を示した[85]。
- 校則により短い靴下、タイツ禁止、上着着用禁止、スカートの下に防寒対策としてジャージ着用も禁止となっている学校の学生からは、「マジ恨む」「すっごーく寒い」との投稿があると報道されており、「ブラック校則をなくそう!」プロジェクト・須永祐慈からは、寒いと子どもの訴えがに関われず禁止されていて理不尽との指摘がある。署名6万人分を文科省に提出し国も校則の見直しについて通知を行うに至った[86]。
- 2017年6月、イングランド南西部エクスターにある学校イスカアカデミーの男子生徒たちが、男子は暑い長ズボンの着用しか認められていなかったことに抗議し、家族や友人の女子生徒から制服のスカートを借りて複数名で登校した。女子は長ズボンの選択肢があること、うだるような暑さの中で長ズボンしか選択できない、半ズボンをはくことが許されない、登校後別室に連れて行かれてフェアじゃないとコメントしている。学校は夏の暑さが増加していることを挙げ、次年度から来年から半ズボンを許可すると公表した[87]。

#### 着心地や可動性に問題がある
学生からは外で思い切り遊びたいのに動きづらく制服が不便との声がある。生徒保護者に実施した草加市立花栗中学校の学校アンケートでは、3割が窮屈で着心地が良くない、4割が着ていて重く感じると回答している。
制服スカートは自転車にからまることがあり、愛知県では突風で自転車に乗る女子高校生のスカートがめくれ、正面から来た男による携帯での盗撮被害に遭っている。制服に男女ともにハーフパンツを導入した私立市川中学校・高等学校では、ハーフパンツでは、ズボンの端が車体にひっかからない利点が男子生徒からあげられている。

#### 素材が体調悪化の要因となる
- 制服や体操服などの素材が皮膚に合わず、アトピー性皮膚炎を悪化させている児童生徒もいる[92]。
- 感覚過敏が理由で、制服を着ることに苦しむ生徒もいる[68]。制服が苦手な一因として感覚過敏で服の素材を痛く感じ、服を着ることが辛くなる体質もある。兵庫教育大学准教授の小川修史は制服が原因で不登校になっている子どもは多いと語っている[93]。制服着用時の痛みが要因で不登校に陥ったと語る生徒もおり、菅公学生服では、「感覚過敏」の当事者が痛みを感じないよう、縫い目やタグなどが肌に触れないデザイン、綿100%の生地、首周りを締め付けないデザインの「やさしいシャツ」を開発しオンライン販売を開始した[94]。

#### 仕様により望まない露出強制がある
- 夏場の制服で下着が透ける、裾が短くて肌が見えるなどの苦情から、生徒自身の提案で半袖紺色ポロシャツを高知県香美市の香北中で2023年導入した[95]。夏服になると、女子中高生は白のセーラー服または白いワイシャツになり、下の下着が透ける悩みがある。この対策としてインナーの色検証記事もある[96]。

#### 校外の時間でも所属校が明らかになる
- NHKによると、校区外に出るときには、プライベートでも制服を着用することを規定する学校もある[97]。
- 校外でのトラブルに際し、制服から学校が判明し、時間外でも学校へ苦情が寄せられる場合がある。学校管理外でも教員の対応を求める声がある[98][99]。

### 制服に関わる被害・犯罪
- #WeToo Japanが2018年に関東近郊に住む15歳から49歳の男女1万2000人に対しインターネットで行った調査によれば、中学生のときに「体を触られる」被害の率は、私服だった場合が約3割、ブレザーやセーラー服などの制服を着用していた場合が約5割で、制服を着ていたときのほうが多かったとしている[100][101]。なお制服のスカートの長さと痴漢などの被害経験率には関連性が見出されず制服着用自体が犯罪誘因となっている[101]。
- スカートタイプの制服が性的アイコンとして扱われることに対し、学校制服を肯定する男性によって女子中高生が制服に起因する犯罪被害に遭うことを助長しているのではないかとの意見もある[102]。
- 制服を着ていると、私服の場合よりも痴漢に遭いやすい。「制服通学」をしている生徒が私服の時より痴漢の被害を多く受けることが有志団体のアンケート調査で判明しており[103]、国際NGOの調査でも英国内の女子生徒のうち、3人に1人は学校の制服を着ている時に性的な嫌がらせを受けた経験を持つことが明らかになっている[104]。卒業し制服を着なくなると痴漢に遭わなくなったとの女性の声も多い[105]。痴漢の性的倒錯の治療に当たっている斉藤章佳は、痴漢加害者について、発覚リスクが低い相手をターゲットにする傾向があり、その指標になるのが女子中高生の「制服」であり、それは従順であることの象徴と認識されていることを語っている[106]。
- 共通テスト痴漢祭りとして有名になった共通一次の日程で痴漢をしても試験に間に合わせるために受験生が通報しないと言うSNSでの犯罪誘導投稿により、学校から痴漢に遭わないよう制服を着用して試験にいかないよう指示された学校もあると報道された[107]。
- スカート丈を短くすると盗撮の危険性が高まるなど防犯、着こなしやメンテナンスを含めた生徒向けの服育講座を行う制服製造販売会社もある[108]。
- 制服の種類などから身元が判明しストーカーや被害が発生したり[109]、制服に氏名の刺繍をすることで犯罪被害に遭遇する危険性から見直す学校も出てきている[110][111]。（名札を安全ピンやクリップで着用し、登下校中は外すよう指示することが多くなった）

### 制服業界との関係
- 特定の制服メーカーを指定し自校の制服の製造を依頼している学校の割合は、公取調査によれば21.3%であるが[1]、学校は制服メーカーを指定していないが販売店が特定の制服メーカーの制服しか取り扱っていないため、事実上特定の制服メーカーが指定されている状態になっているとする学校もある。
- 制服のモデルチェンジのデザインコンペで受注できれば、大規模校では累計で億円単位の売り上げとなり大きなビジネスチャンスであることがメーカーで認識されている[112]。
- 制服は教育委員会ではなく学校長判断で着用が決定するが、公正取引委員会は2020年7月に愛知県豊田市にある県立高校6校の制服販売において価格カルテルを結んでいたとして、同市の販売業者3社に対し、私的独占の禁止及び公正取引の確保に関する法律（独占禁止法）違反で再発防止を求める排除措置命令を行うなど流通に不透明さが残る問題もある[113]。
- 埼玉県のさいたま市立大宮北高校が「準制服」としてユニクロ製品の採用導入を検討したことを受けて、学生服は岡山地区の一大地場産業であることから地域雇用を守るため安価な製品の導入や制服廃止に反対する声もあり、制服価格は昔と比較して上昇しているが、学生人口が減少する中、客単価を上げる業界の思惑の指摘もある[114]。
- 指定パーカーに既製品を利用することで、色のバリエーションを増やしつつ低価格化を実現した学校もある[44]。

## 関連文献
- 櫻井孝昌『世界カワイイ革命 : なぜ彼女たちは「日本人になりたい」と叫ぶのか』639号、PHP研究所〈PHP新書 639〉、2009年。ISBN 9784569775357。 NCID BB00160449。
- 難波知子『学校制服の文化史 : 日本近代における女子生徒服装の変遷』、創元社、2012年、ISBN 978-4422210148
- 難波知子『近代日本学校制服図録』、創元社、2016年、ISBN 978-4422210162
- 佐野勝彦『女子高生 制服路上観察』、光文社〈光文社新書〉、2017年、ISBN 978-4334043223
- 内田静枝『セーラー服と女学生 : 100年ずっと愛された、その秘密』、河出書房新社〈らんぷの本〉、2018年、ISBN 978-4309750309
- 森伸之監修、内田静枝編著『ニッポン制服百年史 : 女学生服がポップカルチャーになった!』、河出書房新社〈らんぷの本〉、2019年、ISBN 978-4309750361
- 井上晃『セーラー服の社会史 : 大阪府立清水谷高等女学校を中心に』、青弓社、2020年、ISBN 978-4787220882
- 小林哲夫『学校制服とは何か : その歴史と思想』、朝日新聞出版〈朝日新書〉、2020年、ISBN 978-4022950901
- 刑部芳則『セーラー服の誕生 : 女子校制服の近代史』、法政大学出版局、2021年、ISBN 978-4588326073